# 阿房宫赋

〈阿房宮賦〉是晚唐詩人杜牧的作品，杜牧所處的年代時局紛亂，藩鎮跋扈，吐蕃（西藏）、南詔（雲南）、回鶻（河西）軍等外軍入侵。杜牧在《上知己文章啟》中說：「寶曆（唐敬宗年號）大起宮室，廣聲色，故作〈阿房宮賦〉。」